# Das Quiz mit Jörg Pilawa
Das Quiz mit Jörg Pilawa ("Il quiz con Jörg Pilawa") è stato un telequiz in onda sulla rete televisiva tedesca Das Erste. Il programma è stato condotto da Jörg Pilawa dal 2001 al 2010 e trasmesso dal martedì al venerdì dalle 19.20 alle 19.45.
Il luogo di registrazione sono stati gli Studio Hamburg Atelierbetriebsgesellschaft di Amburgo
Le vincite maggiori sono state pari a 300.000 Euro, assegnate per quattro volte durante lo svolgimento del programma.

## Regole del gioco
Le regole del gioco erano simili a quelle di "Chi vuol essere milionario?". La principale differenza era il gioco in coppia, anche se i concorrenti non potevano né comunicare tra loro, né avere contatti fisici. Le domande, con quattro possibili risposte tra cui scegliere, erano rivolte alternativamente a ciascun concorrente, con la possibilità per l'altro di modificare la risposta o di chiedere un'altra domanda. Inoltre, a differenza di "Chi vuol essere milionario?" non era possibile ritirarsi dopo la lettura della domanda.
Le domande e i relativi livelli di vincita erano 12:
1. domanda: 500 €
2. domanda: 1000 €
3. domanda: 2000 €
4. domanda: 3000 €
5. domanda: 5000 €
6. domanda: 10000 €
7. domanda: 15000 €
8. domanda: 20000 €
9. domanda: 30000 €
10. domanda: 50000 €
11. domanda: 100000 €
12. domanda: 300000 €

La coppia di concorrenti prima di iniziare il gioco, poteva fissare liberamente due "livelli di sicurezza" che una volta superati avrebbero garantito la somma relativa in caso di risposta errata.

## Star Quiz mit Jörg Pilawa
Ad intervalli irregolari, veniva organizzato anche tale tipo di telequiz: differiva dalla versione originale per il fatto di avere come ospiti delle celebrità.